# Club Bàsquet Granollers
El Club Bàsquet Granollers és un club català de bàsquet de la ciutat de Granollers.

## Història

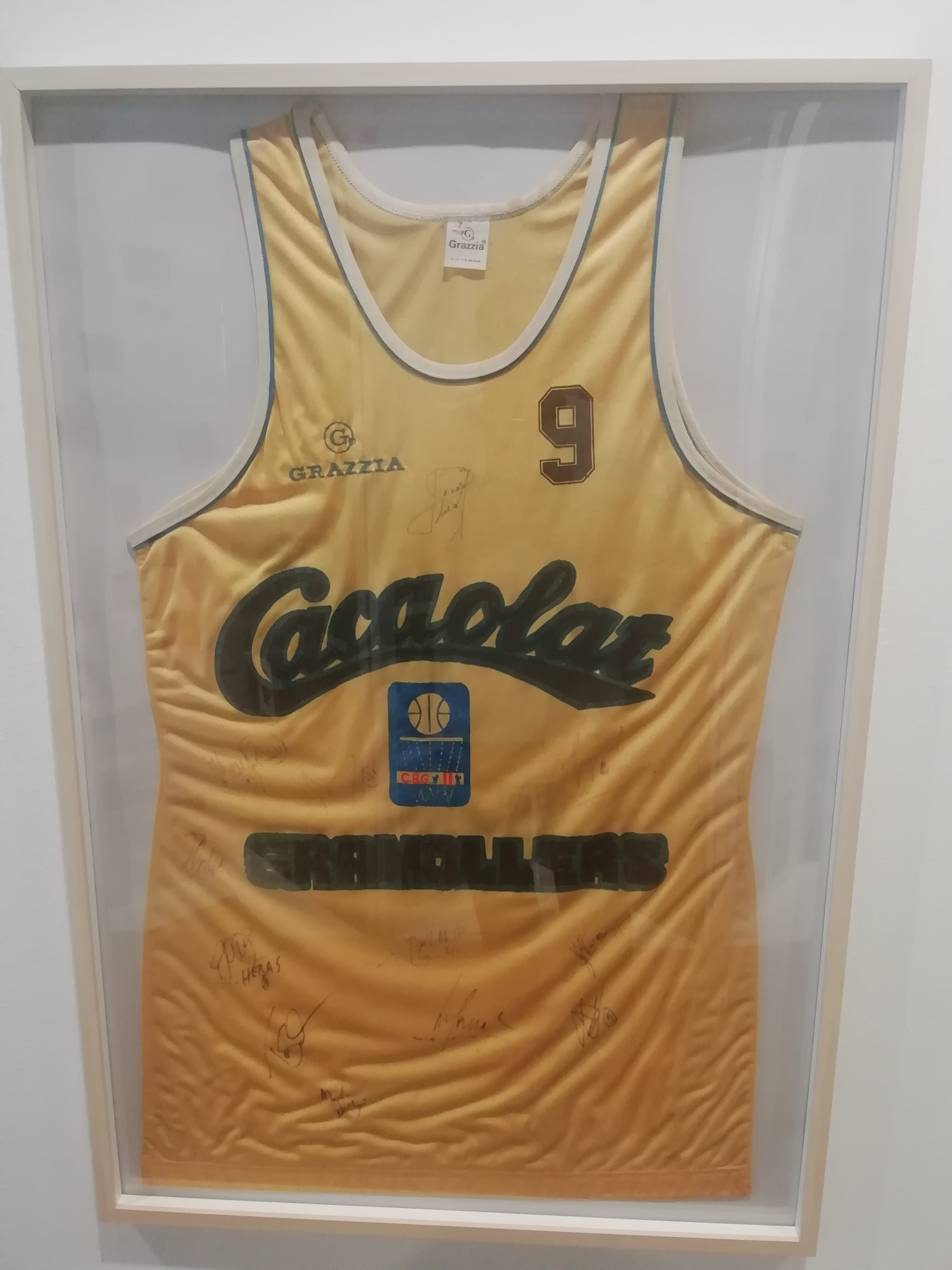
Samarreta de l'equip Cacaolat Granollers.

El basquetbol entra a Granollers el 1932 sota l'impuls de l'atleta del Barcelona Francesc Lorenzo. El Granollers Sport Club, entitat que ja practicava el futbol, vist l'interès que començava a despertar creà una secció de bàsquet, primer femenina i als pocs mesos masculina, aquell mateix any. El 6 de març de 1932 el club disputà el primer partit femení amb derrota enfront de la UE Sants. El primer partit masculí es disputà el 5 de juny a Mataró i també finalitzà amb derrota.
La Guerra Civil significà una aturada sobtada per al nou esport. El club es veié obligat a espanyolitzar el seu nom i es passà a dir Club Deportivo Granollers. Francesc Llobet i Salvador Alberch foren els encarregats de reprendre l'activitat després de la guerra. La secció, per tal de poder competir va haver d'anomenar-se Frente de Juventudes de Granollers, federant-se l'any 1942, amb Joan Cot de president. El 1946 el club es proclamà campió de la província de Barcelona i campió de Catalunya de la categoria. Aquest mateix any, degut a un retall a les ajudes al Frente de Juventudes, la secció de bàsquet desapareix, veient-se obligada a refundar-se amb el nom de Club Bàsquet Granollers, essent president Frederic Aragonès. El 1948 s'entra en contacte amb l'Associació d'Antics Alumnes de les Escoles Pies i s'arriba a l'acord que el club passi a formar part de l'entitat, anomenant-se Escoles Pies Granollers. L'any 1950 s'ascendeix a Primera Categoria Catalana Grup B (la segona divisió de l'època, ja que no existia Lliga espanyola i el Campionat de Catalunya era la competició de lliga més important de l'època).
L'augment de les despeses econòmiques porten al club a arribar a un acord amb el Club Deportiu Granollers de futbol i esdevenir, de nou, secció de l'entitat (1950). El 1958 torna a independitzar-se anomenant-se novament Club Bàsquet Granollers. L'any 1977 aconsegueix l'ascens a la Primera Divisió espanyola, on es trobarà amb Barça, Penya, et, i només un any més tard jugarà també la Korać.
El club realitza grans temporades, mantenint-se a l'elit del bàsquet fins a l'any 1993, amb les següents denominacions (degut als diferents patrocinadors): 
- Areslux Granollers (1977 - 1982)[6][7]
- Cacaolat Granollers (1983 - 1988)
- Grupo IFA Granollers (1989 - 1993), després de fusionar-se el 1989 amb el Grupo IFA Espanyol.[2]

| Areslux | Cacaolat | G. IFA |

Entre les millors actuacions cal destacar un tercer lloc el 1983 i un cinquè lloc el 1985. A més, la temporada 1985-86 disputà la Copa Korac de bàsquet i fou finalista de la Copa Príncep d'Astúries. La temporada 1991-92 es convertí en Granollers Esportiu Bàsquet i la temporada següent, per motius econòmics, abandonà definitivament l'ACB. El 1993 el club reprengué l'activitat des de les categories inferiors amb l'actual nom de Club Bàsquet Granollers.

## Temporada a temporada
| Temporada | Tier                | Divisió              | Pos.                | Final de temporada  | RS                  | PO                  | Copa del Rey        | Altres copes        | Altres copes        | Competicions europees | Competicions europees | Competicions europees |
| --------- | ------------------- | -------------------- | ------------------- | ------------------- | ------------------- | ------------------- | ------------------- | ------------------- | ------------------- | --------------------- | --------------------- | --------------------- |
| 1970–71   | 3                   | 3a Divisió           | 8                   | –                   | 14–1–11             | –                   | –                   | –                   | –                   | –                     | –                     | –                     |
| 1971–72   | 3                   | 3a Divisió           | 2                   | Promociona          | 19–7                | 4–1                 | –                   | –                   | –                   | –                     | –                     | –                     |
| 1972–73   | 2                   | 2a Divisió           | 5                   | –                   | 18–10               | –                   | –                   | –                   | –                   | –                     | –                     | –                     |
| 1973–74   | 2                   | 2a Divisió           |                     | –                   | –                   | –                   | –                   | –                   | –                   | –                     | –                     | –                     |
| 1974–75   | 2                   | 2a Divisió           | 1                   | Promotion playoffs  | 18–4                | 3–3                 | –                   | –                   | –                   | –                     | –                     | –                     |
| 1975–76   | 2                   | 2a Divisió           | 6                   | –                   | 13–1–10             | –                   | –                   | –                   | –                   | –                     | –                     | –                     |
| 1976–77   | 2                   | 2a Divisió           | 2                   | Promociona          | 19–1–8              | –                   | –                   | –                   | –                   | –                     | –                     | –                     |
| 1977–78   | 1                   | 1a Divisió           | 9                   | –                   | 7–1–14              | –                   | Fase de grups       | –                   | –                   | –                     | –                     | –                     |
| 1978–79   | 1                   | 1a Divisió           | 6                   | –                   | 11–11               | –                   | Quarts de final     | –                   | –                   | 3 Copa Korać          | R2                    | 2–2                   |
| 1979–80   | 1                   | 1a Divisió           | 5                   | –                   | 9–3–10              | –                   | Ronda de 16         | –                   | –                   | –                     | –                     | –                     |
| 1980–81   | 1                   | 1a Divisió           | 10                  | –                   | 9–1–16              | –                   | Ronda de 16         | –                   | –                   | –                     | –                     | –                     |
| 1981–82   | 1                   | 1a Divisió           | 9                   | –                   | 11–1–4              | –                   | Quarts de final     | –                   | –                   | –                     | –                     | –                     |
| 1982–83   | 1                   | 1a Divisió           | 3                   | –                   | 17–2–7              | –                   | Quarts de final     | –                   | –                   | –                     | –                     | –                     |
| 1983–84   | 1                   | Lliga ACB de bàsquet | 6                   | Quarts de final     | 18–10               | 1–2                 | –                   | –                   | –                   | –                     | –                     | –                     |
| 1984–85   | 1                   | Lliga ACB de bàsquet | 5                   | Quarts de final     | 11–17               | 1–2                 | –                   | Copa Príncipe       | SF                  | –                     | –                     | –                     |
| 1985–86   | 1                   | Lliga ACB de bàsquet | 8                   | Quarts de final     | 9–19                | 2–2                 | –                   | Copa Príncipe       | RU                  | 3 Copa Korać          | GS                    | 4–6                   |
| 1986–87   | 1                   | Lliga ACB de bàsquet | 7                   | Quarts de final     | 11–17               | 2–3                 | Quarts de final     | Copa Príncipe       | QF                  | –                     | –                     | –                     |
| 1987–88   | 1                   | Lliga ACB de bàsquet | 7                   | Quarts de final     | 17–11               | 0–2                 | –                   | Copa Príncipe       | QF                  | –                     | –                     | –                     |
| 1988–89   | 1                   | Lliga ACB de bàsquet | 8                   | Quarts de final     | 18–18               | 0–2                 | First round         | –                   | –                   | –                     | –                     | –                     |
| 1989–90   | 1                   | Lliga ACB de bàsquet | 8                   | Quarts de final     | 21–15               | 0–2                 | Semifinalista       | –                   | –                   | –                     | –                     | –                     |
| 1990–91   | 1                   | Lliga ACB de bàsquet | 19                  | Fase de descens     | 14–20               | 4–4                 | Tercera ronda       | –                   | –                   | –                     | –                     | –                     |
| 1991–92   | 1                   | Lliga ACB de bàsquet | 12                  | Ronda de 16         | 16–18               | 4–2                 | Tercera ronda       | –                   | –                   | –                     | –                     | –                     |
| 1992–93   | 1                   | Lliga ACB de bàsquet | 14                  | Ronda de 16         | 13–18               | 0–2                 | Tercera ronda       | –                   | –                   | –                     | –                     | –                     |
| 1993–99   | Divisions inferiors | Divisions inferiors  | Divisions inferiors | Divisions inferiors | Divisions inferiors | Divisions inferiors | Divisions inferiors | Divisions inferiors | Divisions inferiors | Divisions inferiors   | Divisions inferiors   | Divisions inferiors   |
| 1999–00   | 3                   | Lliga EBA            | 16                  | Relegat             | 3–27                | –                   | –                   | –                   | –                   | –                     | –                     | –                     |
| 2000–01   | 5                   | Copa Catalunya       | 8                   | Promociona          | 17–13               | –                   | –                   | –                   | –                   | –                     | –                     | –                     |
| 2001–02   | 5                   | Copa Catalunya       | 1                   | Promociona          | 28–2                | 2–0                 | –                   | –                   | –                   | –                     | –                     | –                     |
| 2002–03   | 4                   | Lliga EBA            | 15                  | Relegat             | 7–23                | –                   | –                   | –                   | –                   | –                     | –                     | –                     |
| 2003–04   | 4                   | Lliga EBA            | 13                  | –                   | 12–18               | –                   | –                   | –                   | –                   | –                     | –                     | –                     |
| 2004–05   | 4                   | Lliga EBA            | 10                  | –                   | 14–16               | –                   | –                   | –                   | –                   | –                     | –                     | –                     |
| 2005–06   | 4                   | Lliga EBA            | 3                   | Semifinalista4t     | 19–11               | 3–1                 | –                   | –                   | –                   | –                     | –                     | –                     |
| 2006–07   | 4                   | Lliga EBA            | 8                   | –                   | 14–12               | –                   | –                   | –                   | –                   | –                     | –                     | –                     |
| 2007–08   | 5                   | Lliga EBA            | 6                   | –                   | 19–11               | –                   | –                   | –                   | –                   | –                     | –                     | –                     |
| 2008–09   | 5                   | Lliga EBA            | 9                   | –                   | 16–14               | –                   | –                   | –                   | –                   | –                     | –                     | –                     |
| 2009–10   | 4                   | Lliga EBA            | 2                   | Quarts de final20è  | 16–8                | 1–1                 | –                   | –                   | –                   | –                     | –                     | –                     |
| 2010–11   | 4                   | Lliga EBA            | 8                   | –                   | 16–14               | –                   | –                   | –                   | –                   | –                     | –                     | –                     |
| 2011–12   | 4                   | Lliga EBA            | 15                  | Relegat             | 6–22                | –                   | –                   | –                   | –                   | –                     | –                     | –                     |
| 2012–13   | 4                   | Lliga EBA            | 12                  | –                   | 13–17               | –                   | –                   | –                   | –                   | –                     | –                     | –                     |
| 2013–14   | 6                   | 1ª Catalana          | 1                   | PromocionaRunner-up | 23-7                | 1–2                 | –                   | –                   | –                   | –                     | –                     | –                     |
| 2014–15   | 5                   | Copa Catalunya       | 12                  | Relegat             | 12–18               | 0–2                 | –                   | –                   | –                   | –                     | –                     | –                     |
| 2015–16   | 5                   | Copa Catalunya       | 9                   | –                   | 15–15               | –                   | –                   | –                   | –                   | –                     | –                     | –                     |